# 塔洛加鎮區 (堪薩斯州莫頓縣)
塔洛加鎮區（英語：Taloga Township）為美國堪薩斯州莫頓縣轄下的鎮區。2010年美国人口普查中該鎮區人口有2,327人。

## 地理
塔洛加鎮區涵蓋總面積為142.58平方（55.05平方英里）。

## 人口統計
根據2010年美國人口普查，塔洛加鎮區人口有2,327人，住房1,049戶，人口密度為16.32人/每平方公里。此鎮區居民之種族中，白人佔88.18%，非裔美國人佔0.13%，美洲原住民佔1.16%，亞裔美國人佔2.49%，太平洋島裔美國人佔0.04%，其他種族佔6.45%，混血種族則佔1.55%。而西班牙裔或拉丁裔美國人佔此鎮區人口的19.68%。

## 交通

### 主要公路
- 56號美國國道
- 27號堪薩斯州州道

## 外部連結
- City-Data.com